# Агнес фон Хонщайн-Зондерсхаузен
Агнес фон Хонщайн-Зондерсхаузен (на немски: Agnes Gräfin von Honstein-Sondershausen; † 1382/1389) е графиня от Хонщайн-Зондерсхаузен и чрез женитба графиня на Шварцбург-Бланкенбург-Арнщат (1338 – 1372).

## Произход
Тя е дъщеря на граф Хайнрих V фон Хонщайн-Зондерсхаузен († 1356) и съпругата му принцеса Матилда фон Брауншвайг-Люнебург-Гьотинген († 1357), дъщеря на херцог Албрехт II фон Брауншвайг-Волфенбютел-Гьотинген († 1318) и Рикса фон Верле († 1317).
Сестра ѝ Елизабет фон Хонщайн-Зондерсхаузен († ок. 1381), наследничка, е омъжена пр. 11 юни 1347 г. за граф Гюнтер XXV фон Шварцбург-Бланкенбург († 1368), брат на нейния съпруг Хайнрих XII фон Шварцбург-Бланкенбург.
Сестра ѝ Рихца фон Хонщайн-Зондерсхаузен († сл. 1386) е омъжена пр. 1 май 1339 г. за граф Фридрих IV фон Байхлинген-Ротенбург-Бенделебен († сл. 1356). Най-малката ѝ сестра е омъжена за Зигфрид фон Хомбург († 1380).

## Фамилия
Агнес фон Хонщайн-Зондерсхаузен се омъжва на 24 февруари 1338 г. за граф Хайнрих XII фон Шварцбург-Бланкенбург († 1372), граф на Шварцбург-Арнщат (1336 – 1371), в Бланкенбург 1352, син на граф Хайнрих X (VII) фон Шварцбург-Бланкенбург († 1338) и Елизабет фон Ваймар-Орламюнде († 1362). Те имат децата:
- Юта († 1372), омъжена на 6 май 1367 г. за граф Гебхард IV фон Кверфурт-Наумбург († 1383)
- Хайнрих XV († между 19 април 1387/8 март 1400), граф на Шварцбург-Рудолщат-Бланкенбург, женен за Агнес фон Гера, дъщеря на фогт Хайнрих V фон Гера († 1377) и Мехтилд фон Кефернбург († 1375/1376)
- Елизабет (Елза) († между 28 май 1399 – 23 октомври 1401), омъжена ок. 4 декември 1367 г. за Хайнрих VII фон Гера (1341 – 1420)
- Гюнтер XXVII († 30 април 1418), граф на Шварцбург, господар на Шварцбург-Еренщайн, женен I. пр. 19 януари 1389 г. за Хелена фон Шварцбург († 1399), II. на 23 януари 1399 г. за Маргарета фон Хенеберг († 1427)
- Хайнрих XVI († 15 февруари 1394), архдякон във Вюрцбург
- Хайнрих XVII († 1374)